# Бороздин, Александр Корнилиевич
Алекса́ндр Корни́лиевич Борозди́н (23 марта (4 апреля) 1863, Санкт-Петербург — 6 октября 1918, Петроград) — русский литературовед и историк литературы, масон, мемуарист.

## Биография
Александр Корнилиевич Бороздин родился 23 марта 1863 года в семье писателя К. А. Бороздина.
В 1874—1881 годах обучался во второй Санкт-Петербургской гимназии. В 1885 году успешно окончил курс филологического факультета Санкт-Петербургского университета, где стал одним из основателей Студенческого научно-литературного общества.
По окончании университета служил в архиве Горного департамента Министерства государственных имуществ.
С 1889 по 1894 год служил на Кавказе, где работая в Управлении горной частью Кавказского края, а затем в Кавказском статистическом комитете, занимался редактированием «Сборника материалов для изучения местностей и племён Кавказа» и «Известий Кавказского отдела Русского географического общества». Одновременно, в 1891—1894 годах преподавал историю и русскую словесность в Тифлисском женском учебном заведении св. Нины.
Состоял приват-доцентом Санкт-Петербургского университета и профессором Историко-филологического института по кафедре русской литературы. С 1899 года член Русского библиологического общества в Петербурге.
В 1900—1903 годах преподаватель Женских педагогических курсов, член Общества любителей древней письменности. В 1900—1916 годах служил (числился) также в Государственной канцелярии. В 1900 году также преподавал в Николаевском и Екатерининском институтах, Петровском училище Петербургского купеческого общества, член Союза взаимопомощи русским писателям. В 1903 году преподаватель женской гимназии Стоюниной. В 1903 году преподаватель, в 1905—1911 годах экстраординарный, в 1911—1916 годах ординарный профессор русской словесности Петербургского Историко-филологического института. В 1903—1916 годах служил также в собственной Его Императорского Величества канцелярии по учреждениям императрицы Марии, в 1906 году член Учёного комитета ведомства этих учреждений. В 1903—1905 годах коллежский, 1908—1916 годах (действительный) статский советник. В 1906 году причислен к архиву Государственного совета. В 1906 году преподавал также в Академии Генерального штаба. В 1906—1916 годах также преподаватель Женского педагогического института.
В феврале 1907 года посвящён в масонство, член-основатель петербургской ложи «Полярная звезда». С 1908 года вместе с Е. В. Аничковым возглавлял работу над многотомной «Историей русской литературы». Во второй половине 1900-х годов у него проходили журфиксы — «среды», в которых участвовали Е. В. Аничков и П. Е. Щёголев. В 1908—1916 годах председатель педагогического совета гимназии В. А. Субботиной. В 1909—1912 годах организовывал летние курсы для народных учителей, на которых читал лекции М. М. Ковалевский (закрыты из-за проведения на них антиправительственной пропаганды). В 1910 году преподавал на курсах ораторского искусства. В 1911—1916 годах преподавал также на (С.-Петербургских общеобразовательных) курсах Черняева, где в 1912—1916 годах преподавал историю литературы. В 1912—1916 годах секретарь лекторской коллегии при постоянной Комиссии по устройству курсов для учителей.
В 1898 году защитил диссертацию на степень магистра: «Протопоп Аввакум» (СПб., 1898; 2-е изд., 1900).
Много писал в «Историческом Вестнике», «Литературном вестнике» (вместе с Н. П. Павловым-Сильванским, П. Е. Щеголевым). Свои статьи по истории русской литературы XIX века издал отдельно под заглавием: «Литературные характеристики» (статьи о В. А. Жуковском, И. А. Крылове, А. С. Пушкине, М. Ю. Лермонтове, Н. В. Гоголе и др.), том 2, вып. 1—2, 1905—07 (статьи о И. С. Аксакове, И. В. Киреевском, И. С. Тургеневе и др.).
Бороздиным А. К. был написан известный труд: «Ю. Ф. Самарин и освобождение крестьян», также он участвовал в создании Энциклопедического словаря Брокгауза и Ефрона.
В сентябре 1917 года состоял в Чрезвычайной следственной комиссии по расследованию преступлений царского правительства.
Александр Корнилиевич Бороздин скончался 6 октября 1918 года.

## Сочинения
- Алексей Николаевич Апухтин. Санкт-Петербург : тип. А. С. Суворина, 1895
- Протопоп Аввакум. Очерк из истории умственной жизни русского общества в XVII в. СПб, 1900.
- Сто лет литературного развития. 1900 г.
- Очерки русского религиозного разномыслия. — СПб., 1905.
- Многострадальная книга. Путешествие А. Н. Радищева из Петербурга в Москву. Москва : тип. т-ва И. Д. Сытина, 1906.
- Русское религиозное разномыслие. Санкт-Петербург. Издательство: «Прометей». 1907 г.
- История русской литературы. Том I — Народная словесность. Издательство: Издание Т-ва И. Д. Сытина и Т-ва «Мир», 1908 г.
- История русской литературы. Том II — История русской литературы до XIX века. Издательство: Издание Т-ва И. Д. Сытина и Т-ва «Мир», 1908 г.
- Литературные характеристики : Девятнадцатый век. Санкт-Петербург : Учебник, 1911 г.
- Русская народная словесность и древняя русская письменность, 1911 г.
- Учебная книга по истории русской литературы : Ч. 1. Санкт-Петербург Сотрудник, 1913 г.
- Учебная книга по истории русской литературы : Ч. 2. Санкт-Петербург Сотрудник, 1913 г.